# ETC (tidskrift)
ETC är en vänsterorienterad svensk tidskrift med inriktning på undersökande journalistik, bildreportage och intervjuer. ETC kom först ut 1978. ETC ges ut av ETC Förlag AB som ägs av Johan Jenny Ehrenberg, som också är ansvarig utgivare för ETC.

## Historik

### Bakgrund
ETC hade en föregångare i tidskriften Partisano, startad av Johan Jenny Ehrenberg, Timo Sundberg, Micke Jaresand och Alain Topor, med första numret i december 1976. Efter några nummer som kulturinriktad vänstertidskrift, övergick Partisano till att vara mer inriktad på reportage och bilder.

### Namnbyte, reportagetidning
Från 1978 gavs tidskriften ut under namnet ETC, och hade 1980 funnit sin form som tjockare reportagetidning med långa intervjuer och ibland provocerande inslag. En av de mer namnkunniga journalisterna var Göran Skytte som arbetade på tidningen 1981-1983.
Ett av de mera uppmärksammade ETC-reportagen var "Könsbytet" 1983, där Johan Jenny Ehrenberg skrev om sina erfarenheter av att under ett halvår leva som kvinna under namnet Jenny Ehrenberg. Då det visade sig att Ehrenberg inte fått könsbekräftande vård (vilket artikeln aldrig heller påstått) innehöll mediedebatten bluffanklagelser.
Hösten år 2005 började webbupplagan av ETC tryckas på papper en gång i veckan och därmed blev tidningen berättigad till presstöd med två miljoner årligen.

### Från tidning till varumärke
ETC gick från att vara en tidskrift till att vara ett varumärke[när?] omfattande flera företag, alla med kärnvärden inom jämställdhet och klimatfrågan. Istället för tidskriften ETC finns ett antal förenade nyhetstidningar och lokalredaktioner, som tar upp inrikespolitik, klimatfrågor och jämställdhet men även skriver om nöje, kultur och internationella frågor. Bland återkommande ledarskribenter 2017 märks förutom Johan Jenny Ehrenberg även Kajsa "Ekis" Ekman, Nabila Abdul Fattah, Roya Hakimnia, Göran Greider, Birger Schlaug, Veronica Palm, Beatrice Rindevall, Jenny Bengtsson, Claes Borgström m.fl.
De rikstäckande tidningarna är Dagens ETC som kommer ut på vardagar och Helgtidningen ETC som kommer på lördagar. Detta sker genom samarbete mellan de olika lokala redaktionerna, som ansvarar för utgivningen olika dagar. Tidningen har också olika återkommande teman för de olika veckodagarna.
Lokaltidningarna är ETC Stockholm, ETC Malmö, ETC Örebro, ETC Göteborg, ETC Bergslagen, ETC Sundsvall, ETC Norrköping, ETC Jönköping, ETC Umeå, ETC Växjö och ETC Uppsala. Den senare kallades 2010-2011 ETC Uppsalademokraten. Därutöver ger man ut tidskriften Kloka hem med sex nummer om året.
Nya tidningar finansieras ofta genom lån från läsarna och förhandsbetalning av prenumerationer, tidningarna startas inte innan en tillräckligt stor upplaga är nådd. I december 2012 började ETC ta in lån för att starta den rikstäckande dagstidningen 2014.
ETC har flera gånger gått i konkurs, men återuppstått. I juni 2018 beslutade Presstödsnämnden att ETC-koncernen skulle betala tillbaka 8,4 miljoner kr i felaktigt utbetalat driftsstöd för felaktigheter i antalet uppgivna prenumerationer, beslutet gällde Dagens ETC och de nerlagda lokaltidningarna i Umeå och Jönköping. Under september 2018 började Dagens ETC betala tillbaka delar av beloppet efter att ha fått en avbetalningsplan.